# Pogonoscorpius sechellensis
Pogonoscorpius sechellensis és una espècie de peix pertanyent a la família dels escorpènids i l'única del gènere Pogonoscorpius.

## Descripció
- Fa 5,1 cm de llargària màxima.[2][3]

## Hàbitat
És un peix marí, demersal i de clima tropical que viu fins als 68 m de fondària.

## Distribució geogràfica
Es troba a l'Índic occidental: les illes Seychelles.

## Observacions
És inofensiu per als humans.